# Biomassa (chemie)
In de chemische industrie is biomassa dat deel van de totale (biologische) biomassa (de door organismen, vooral door planten gevormde biomassa), dat voor uiteenlopende producten gebruikt kan worden. Biomassa kan een rol spelen bij de ontwikkeling van de bio-economie en van de zogenoemde "groene chemie", waarmee men hoopt bij te dragen aan de ontwikkeling van voor mens en milieu betere producten.

## Soorten biomassa
Er zijn uiteenlopende soorten biomassa met ieder eigen componenten en toepassingen. Men onderscheidt de hoofdcategorieën hout, gewassen, gft, algen en dierlijke producten:
- Hout: deze vorm van biomassa wordt vooral gebruikt voor constructiedoeleinden, als grondstof en brandstof; mogelijk kan hout in de chemische industrie petroleum vervangen.
- Akkerbouwgewassen: deze vorm van biomassa (groenten, vruchten, granen e.d.) worden hoofdzakelijk verbouwd voor consumptie maar de suikers, oliën en eiwitten en andere stoffen maken het ook geschikt voor gebruik als grondstof in de industrie en voor energievoorziening.
- Groenafval: deze vorm van biomassa (bermgras, stro, bietenloof) dient als veevoer of bodemverbeteraar, maar dient ook als grondstof en energiebron.
- Algen: deze vorm van biomassa wordt aangewend voor voedsel, maar ook voor biobrandstoffen, veevoer en chemicaliën.
- Dierlijke producten: deze vorm van biomassa dient als voedsel, maar bijvoorbeeld dierlijke vetten worden ook gebruikt in de energiesector en de Oleochemie.

## Soorten producten
Biomassa kan via vier hoofdroutes tot nieuwe producten leiden. 
1. Biomassa kan als basis dienen voor nieuwe (bulk)chemicaliën zoals melkzuur. Ander voorbeeld is de omzetting van suikers in furanen, die kunnen dienen als grondstof voor petflessen en of polyester textiel. Van zetmeel kan isosorbide gemaakt worden dat de basis vormt voor weekmakers zonder ftalaat.
2. Biomassa kan aan de basis staan voor bestaande bulkproducten zoals bio-ethanol, glycerol en onverzadigde vetzuren. Deze kunnen leiden tot nieuwe of verbeterde lijmen, verf en wasmiddelen. Bioethanol is niet alleen brandstof voor auto's, maar kan ook worden gebruikt bij de productie van synthetische rubber en polyvinylchloride (pvc).
3. Biomassa kan worden vergast tot synthesegas.
4. Biomassa kan worden aangewend in de fijnchemie, gericht op speciale producten als kleurstoffen of geneesmiddelen.